# La noche más hermosa
La noche más hermosa es una película española dirigida por Manuel Gutiérrez Aragón.
Federico (José Sacristán) es un hombre de negocios que sospecha de que su mujer Elena (Victoria Abril), gran actriz que decidió retirarse tras su matrimonio, le pone los cuernos. Los síntomas que presenta son muchos suspiros y mirar constantemente al cielo esperando "su noche más hermosa", refiriéndose a un cometa que se hace visible desde la tierra cada 100 años.
- Datos: Q5967566